# Пичугин, Иван Павлович
Иван Павлович Пичугин (1901—1944) — советский военачальник, генерал-майор (02.01.1942).

## Биография
Родился 22 января 1901 года в селе Церковное Тобольской губернии, ныне Гаринского района Свердловской области.
В 1920 году был призван в ряды Красной армии в городе Туринске Тобольской губернии и зачислен в 33-й Сибирский стрелковый запасной полк в городе Омске. В ноябре этого же года окончил полковую школу и с марта 1921 года был старшиной Омского военно-продовольственного отряда. В боях Гражданской войны участия не принимал.
С июня 1922 года Пичугин проходил службу командиром отделения в 253-м стрелковом полку. С апреля 1923 по октябрь 1924 года проходил подготовку в Омской военно-политической школе Сибирского военного округа, по окончании которой был назначен в 3-й Верхнеудинский стрелковый полк 1-й Тихоокеанской стрелковой дивизии во Владивостоке. С сентября 1926 по август 1927 года находился на Сибирских повторных курсах в Иркутске, после окончания которых вернулся в полк и был назначен командиром взвода. С октября 1930 года командовал ротой 104-го стрелкового Петропавловского полка 35-й стрелковой дивизии ОКДВА в городе Нижнеудинске, с ноября 1933 года — батальоном в 105-м стрелковом полку этой же дивизии. С ноября 1937 по август 1938 года обучался на Высших стрелково-тактических курсах «Выстрел»; вернулся в дивизию и был назначен командиром 104-го стрелкового Петропавловского полка. В октябре 1940 года Пичугин вступил в командование 101-й горнострелковой дивизией в составе Особого стрелкового корпуса Дальневосточного фронта, которая дислоцировалась на Камчатке.
С началом Великой Отечественной войны полковник И. П. Пичугин продолжал командовать этой дивизией в Петропавловске-Камчатском, которая 17 июня 1942 года была переформирована в 101-ю стрелковую дивизию. В этом же месяце он был назначен командиром 3-й стрелковой дивизии, которая в годы войны несла службу на границе СССР с Маньчжурией. В январе 1944 года, уже в звании генерал-майора, Пичугин убыл в резерв Ставки главного командования и в конце февраля был назначен командиром 9-й гвардейской воздушно-десантной Полтавской дивизии. 25 июня 1944 года дивизия в составе 5-й гвардейской армии была выведена в резерв и 13 июля передислоцирована на 1-й Украинский фронт, участвовала в Львовско-Сандомирской наступательной операции.
Генерал-майор Пичугин погиб в бою во Львовской области 6 августа 1944 года, похоронен во Львове на Холме Славы.

## Награды
- Награждён орденом Ленина, двумя орденами Красного Знамени, орденом Красной Звезды, орденом Отечественной войны 1-й степени (посмертно) и медалями.